# گودال‌های اوبری

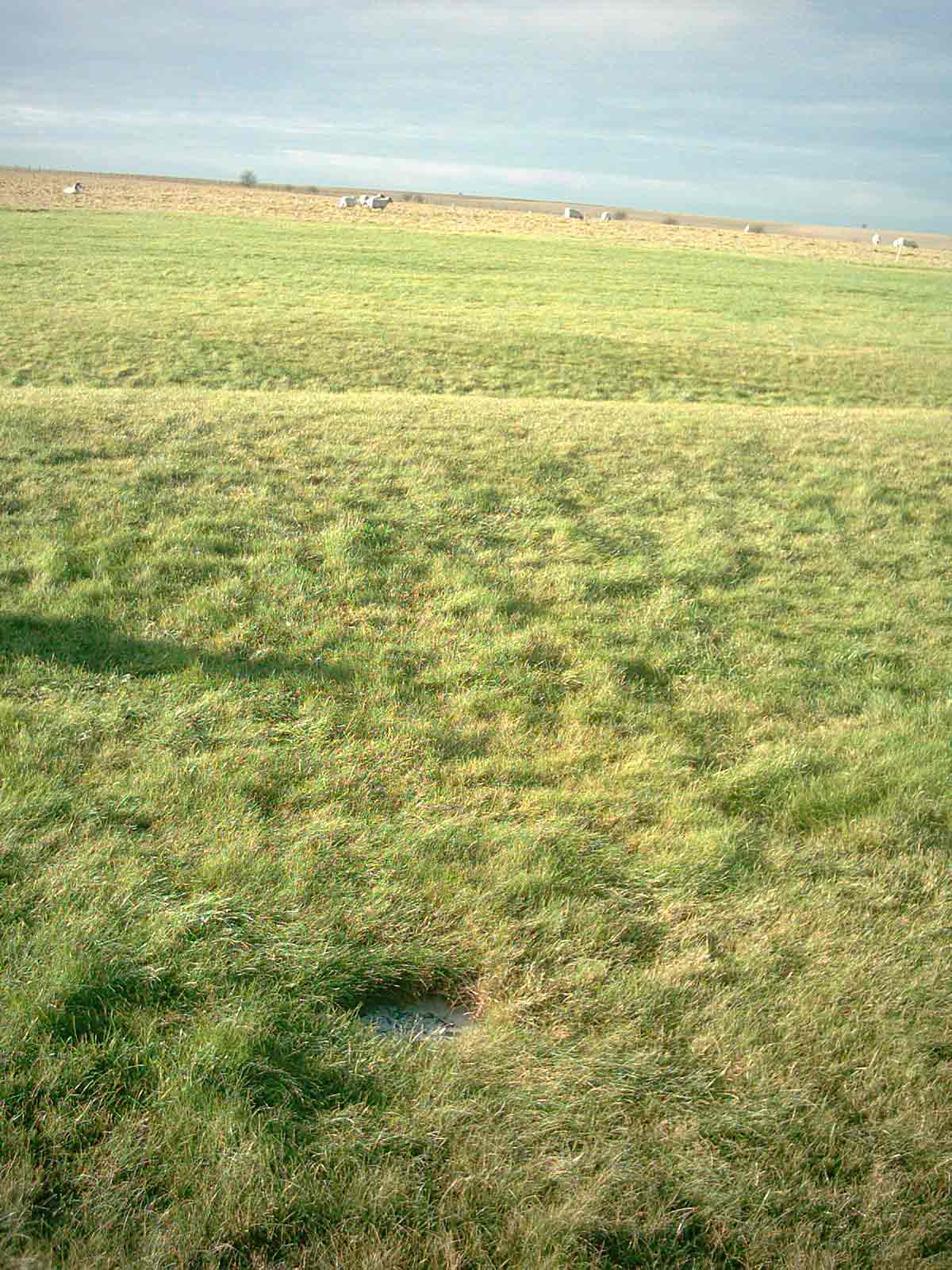
گودال شمارهٔ ۲۱ با دیسک سفید مشخص شده‌است.

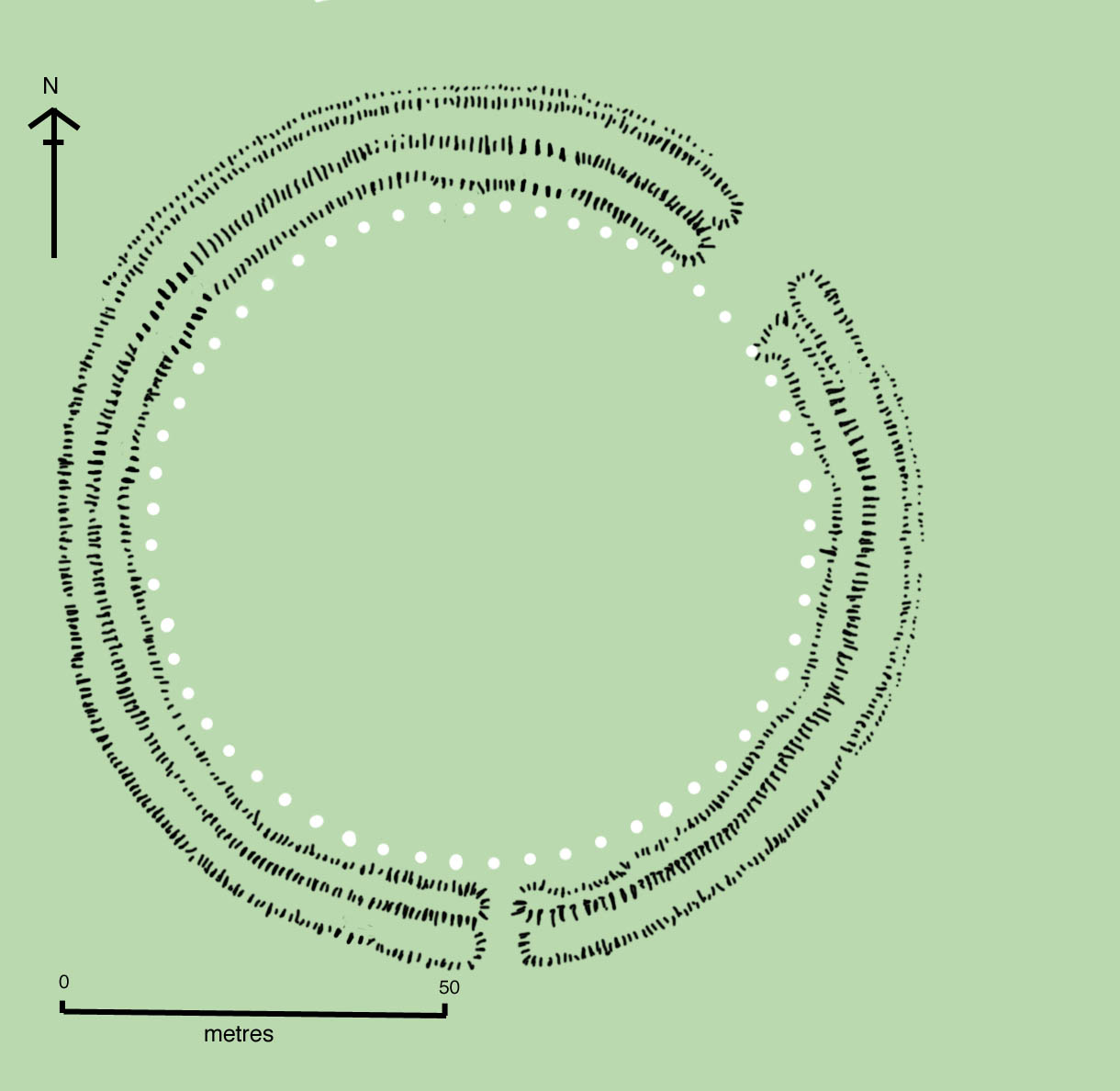
نقشهٔ استون‌هنج یک، گودال‌های اوبری با رنگ سفید مشخص شده‌اند.

گودال‌های اوبری (انگلیسی: Aubrey holes) حلقه‌ای از از ۵۶ گودال پر شده با گچ فرنگی در استون‌هنج است که به افتخار عتیقه‌شناس قرن هفدهمی جان اوبری نامگذاری شده‌است.
این حلقه‌ها را ویلیام هاولی در دههٔ ۱۹۲۰ کشف کرد.